# رمپ ران
رمپ ران (به انگلیسی: Ramp Run) نام یک جویبار در شهرستان میامی، اوهایو است.
نام این جویبار از پیازچه بهاری که نوعی پیاز وحشی است و در زبان انگلیسی به Ramp معروف است گرفته شده است. این گیاه توسط سرخ‌پوستان این منطقه کشت می‌شده.